# تيسون لورانس
تيسون لورانس (بالإنجليزية: Tyson Lawrence)‏ هو دراج أسترالي، ولد في 9 يونيو 1978.